# Lara Kadis
Lara Kadis, slovenska pevka zabavne glasbe, * 17. februar 2001, Izola
Hodila je na Srednjo ekonomsko-poslovno šolo Koper (SEPŠ)  Na Glasbeni šoli Koper je obiskovala ure klavirja.
V Portorožu se je leta 2013 udeležila predizbora za oddajo Slovenija ima talent.
Nastopila je na prireditvah Slovenka leta 2016, Femme fatale Slovenije 2017 in Top najstnica 2017.

## Festivali

### Brinjevka
- 2012: "Šubidubidudidua" (Bučar - Bučar - Avbelj) - 2. mesto (srebrna brinjevka)[9][10]

### EMA
- 2018: "Zdaj sem tu" (Kadis, Martin Štibernik) - 4. mesto

## Diskografija

### Pesmi
- "Mojito" (2020) (Kadis, Raay, Charlie Mason)[11]